# Перец, Мартин
Мартин Перец (англ. Martin Peretz; род. 6 декабря 1938) — американский публицист, редактор, доктор философии по политологии.

## Биография
Родился в Нью-Йорке в семье евреев, придерживающихся сионистских взглядов.
Окончил Бронксскую высшую научную школу и Университет Брандейса (бакалавр искусств, 1959). Степени магистра искусств и доктора философии получил в Гарвардском университете, по политологии. В молодости примыкал к новым левым, но отошёл из-за их поддержки палестинского движения.
Преподавал в Гарвардском университете.
В период, когда Мартин Перец был владельцем и редактором журнала The New Republic, под его началом работал журналист Стивен Гласс, ставший скандально известным благодаря тому, что он выдумывал события из своих статей.

## Личная жизнь
Был женат на Анне Фарнсворт, дочери политика Генри Ричардсона Лэбауисс-младшего. Пара развелась в 2009 году, по словам бывшей жены, одной из причиной развода стал «взрывной характер» Переца.

## Звания и награды
Почётный доктор права колледжей Bard (1982) и Coe (1983), а также Hebrew (1990), университетов Лонг-Айленда (1988) и Брандейса (1989), и Чикагской телеологической семинарии (1994). Доктор философии honoris causa Еврейского университета в Иерусалиме (1987).

## В кино
- В фильме «Афера Стивена Гласса» в роли Мартина Переца выступает американский режиссёр и актёр Тед Котчефф.